# Due senza

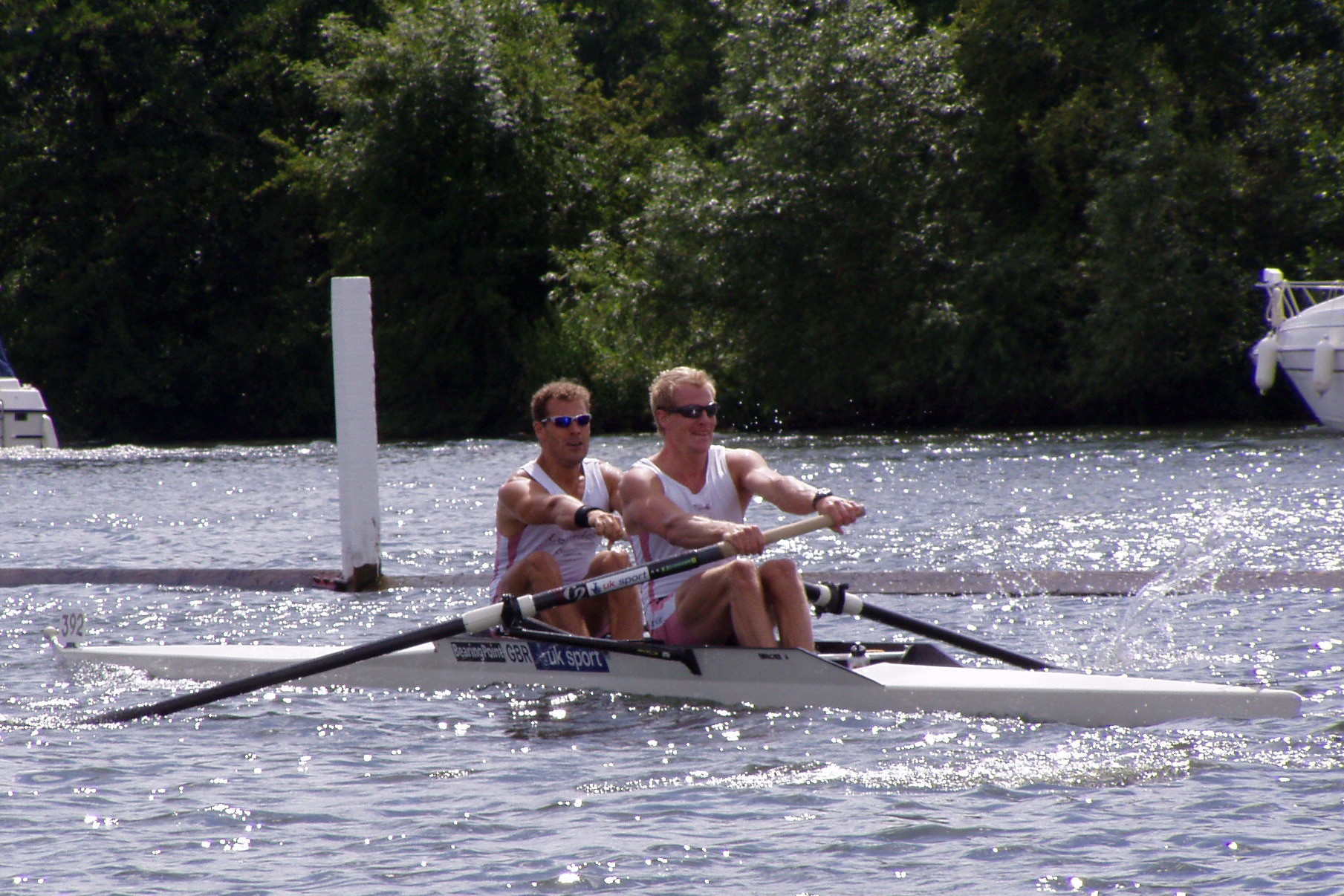
Un equipaggio di due senza

Il due senza (abbreviato 2-) è un'imbarcazione del canottaggio di punta, cioè un'imbarcazione nella quale ogni vogatore impugna solamente un remo. È una delle specialità più difficili del canottaggio e richiede grande possesso della tecnica di voga nonché una buona applicazione delle qualità fisiologiche nella palata.

## Descrizione
Il "senza" sta a significare "senza timoniere": la direzione è controllata dunque dal capovoga o dal compagno che voga alla seconda postazione muovendo la scarpetta destra della pedana, collegata con un sistema di cavi al timone che si trova a poppa. 
Un'imbarcazione di questo tipo di norma pesa 30 kg e misura 10,5 metri. Trattandosi di una barca di punta, i due remi, uno per ogni vogatore, sono più grandi di quelli della palata di coppia e così anche gli scalmi.
Gli atleti Senior possono partecipare ai Giochi olimpici con questa barca, che però non è ammessa per i Pesi Leggeri.

## Canottieri
Le gare del due senza vedono ogni anno affrontarsi nelle tappe internazionali tra i migliori atleti di punta a livello mondiale. Il 5 volte campione olimpico Steven Redgrave è stato uno dei migliori interpreti di questa specialità vincendo la medaglia d'oro alle Olimpiadi di Seoul, di Barcellona e di Atlanta (queste ultime due con il compagno di armo Matthew Pinsent) oltre che 5 ori mondiali. I campioni olimpici e mondiali in carica sono i neozelandesi Hamish Bond ed Eric Murray mentre gli italiani Luca de Maria e Armando dell'Aquila sono gli attuali campioni mondiali nella categoria Pesi Leggeri.